# Alonso López
Alonso López, mais conhecido como "el Pinciano" (Valladolid cerca de 1547 - 1627) foi um dos humanistas espanóis mais insignes do século XVI. O doutor Alonso López Pinciano conquistou um lugar excepcional entre os preceptistas espanhóis graças a sua "Philosophía Antigua Poética", publicada en Madrid em 1596, que constitui a mais alta criação da estética literária espanhola no século XVI. Morreu igualmente em Valladolid em 1627.

## Biografia
Foi doutor em medicina e médico de María de Austria, irmã de Filipe II casada com Maximiliano II de Habsburgo e que, ao ficar viúva, foi a Madrid em 1576 para passar o resto de sua vida no convento das Descalças Reais. Também cuidou da saúde da infanta Margarita, sua filha e religiosa nesse mesmo convento. López vivia na rua das Urosas, onde também viviam Juan Ruiz de Alarcón e Luis Vélez de Guevara, e alí seguiu residindo em 1625, quando pediu a isenção de pagar impostos para sua filha, que conseguiu, com efeito, dois anos depois.
A Filosofia antiga poética é sua obra mais famosa, um tratado pedagógico de Poética dividido em epístolas. Segue Aristóteles em sua Poética e Retórica, e secundariamente a Horácio. As cartas relatam diálogos sobre a felicidade, a poesia, a doutrina da tragédia, a comédia, etc. Considera-se composta a fim de por um freio ao êxito dramático de Lope de Vega. Por isso se inclui o Pinciano entre os preceptistas aristotélicos. De fato, é um defensor inflexível das unidades e parece que se refere ao teatro da Fênix dos engenhos quando escreve: 
De aquí se puede colegir cuáles son lons poemas a do nasce un niño y cresce y tiene barbas, y se casa y tiene nietos.
Compôs, ademais, um poema épico, El Pelayo (1605), de boa feitura métrica mas carente de inspiração, e traduziu os Aforismas de Hipócrates.

## Obras
- Philosophía antigua poética, Madrid, 1596, reimpressa por Pedro Muñoz Peña em Valladolid, 1894, e por Alfredo Carballo Picazo em Madrid: CSIC, 1953 e 1973. A última é a de José Rico Verdú para a Fundación José Antonio de Castro, 1998.
- El Pelayo (1605). Há uma edição moderna de Lara Vilà com estudos introdutórios de Cesc Esteve e Lara Vilà, Madrid-Barcelona, 2005.
- Tradução ao latim dos Aforismos de Hipócrates, Hipocrates prognosticum... Tomás de la Junta, 1596.